# Khotan Jaya
Khotan Jaya is een bestuurslaag in het regentschap Aceh Tenggara van de provincie Atjeh, Indonesië. Khotan Jaya telt 405 inwoners (volkstelling 2010).